# ゲルノート・ベーメ
ゲルノート・ベーメ（Gernot Böhme、1937年1月3日 - 2022年1月20日）は、ドイツの哲学者。研究領域は、古典哲学（とくにプラトンとカント）、科学哲学、時間論、美学、倫理学、哲学的人間学。ダルムシュタット工科大学の哲学教授（1977年 - 2002年）などを経て、2005年よりダルムシュタットの哲学実践研究所の所長。

## 来歴
ゲルノート・ベーメは、1937年1月3日にドイツのデッサウで生まれた。ゲッティンゲン大学とハンブルク大学にて数学・物理学・哲学を学び、1965年にハンブルク大学で博士号を、1972年にミュンヘン大学で教授資格を取得した。1970年から1977年に掛けては科学者として、マックス・プランク研究所でカール・フリードリヒ・フォン・ヴァイツゼッカーとともに研究員を務める。1977年から2002年の間、ダルムシュタット工科大学の哲学教授を務めた。2005年より、ダルムシュタットの哲学実践研究所の所長を務めている。

## 著作
- 1989 Als Hrsg.: Klassiker der Naturphilosophie. Beck, München
伊坂青司、長島隆訳『われわれは「自然」をどう考えてきたか』どうぶつ社、1998年
- 1995 Atmosphäre: Essays zur neuen Ästhetik. Frankfurt am Main

　　　梶谷真司、斉藤渉、野村文宏他編訳『雰囲気の美学――新しい現象学の挑戦』晃洋書房、2006年
- 1999 Theorie des Bildes. Fink, München
- 2001 Aisthetik. Vorlesungen über Ästhetik als allgemeine Wahrnehmungslehre, Fink
井村彰、阿部美由起、小川真人、益田勇一訳『感覚学としての美学』勁草書房、2005年
- 2002 Die Natur vor uns. Naturphilosophie in pragmatischer Hinsicht. Kusterdingen
- 2003 Der Typ Sokrates, Suhrkamp
- 2005 Goethes Faust als philosophischer Text. Die Graue Edition, Kusterdingen
- 2006 Architektur und Atmosphäre. München
- 2008 Invasive Technisierung. Technikphilosophie und Technikkritik. Kusterdingen
- 2008 Ethik leiblicher Existenz. Über unseren moralischen Umgang mit der eigenen Natur. Suhrkamp, Frankfurt am Main

## 参考資料
- 久山, 雄甫「自然と人間が出会う場所を求めて」『モルフォロギア — ゲーテと自然科学』第29号、ゲーテ自然科学の集い、2007年10月31日、120-123頁、doi:10.11460/morpho1979.2007.114。
- “About Authors”. Mind and Matter 9 (2):  217-220. (2011).
- “Prof. Dr. Gernot Böhme”. Institut für Philosophie.  Technische Universität Darmstadt. 2021年5月19日閲覧。